# Brodek u Prostějova
Brodek u Prostějova település Csehországban, a Prostějovi járásban. Brodek u Prostějova Otaslavice, Želeč, Hradčany-Kobeřice és Ondratice településekkel határos. Lakosainak száma 1489 fő (2024. január 1.).

## Népesség
A település lakosságának változását az alábbi diagram mutatja:
| Lakosok száma | 1002 | 1170 | 1301 | 1356 | 1247 | 1395 | 1529 | 1518 | 1488 | 1489 |
|               | 1869 | 1890 | 1921 | 1950 | 1980 | 2001 | 2017 | 2019 | 2022 | 2024 |